# В защиту поэзии
«В защиту поэзии» (англ. A Defence of Poetry) — очерк английского поэта Перси Биши Шелли, написанный в 1821 году. Впервые опубликован посмертно Эдвардом Моксоном в Лондоне в «Эссе, Письмах из-за границы, Переводах и Фрагментах» в 1840 году. Очерк содержит известное заявление Шелли, что «поэты — непризнанные законодатели мира».

## История создания
Очерк был написан в ответ на статью его друга Томаса Пикока «Четыре века поэзии», которая была издана в 1820 году. Шелли написал издателям Чарльзу и Джеймсу Оллир (которые также были его собственными издателями):
Я очарован вашим Литературным Сборником, хотя последняя статья взволновала мои полемические способности так яростно, что я хочу приступать к ответу на него…. Это очень умно, но я думаю, очень неправильно.
Шелли написал Пикоку:
Ваши проклятия против самой поэзии взволновали мой священный гнев…. У меня было самое большое желание сломать копьё с Вами… в честь моей любовницы Урании.
Очерк «В защиту поэзии» был в конечном счёте издан с некоторым редакторскими правками Джона Ханта в 1840 году в книге «Эссе, Письма из-за границы, Переводы и Фрагмены».

## Редакционные введения
Шелли стремился показать, что поэты создали мораль и установили правовые нормы в гражданском обществе, таким образом создали основу для других подразделений в сообществе. В V томе серии «Gateway to the Great Books» Роберт Хатчинс и Мортимер Адлер писали:
В очерке «В Защиту Поэзии», [Шелли] пытается доказать, что поэты — философы; что они — создатели и защитники моральных и гражданских законов; и если бы не поэты, ученые, возможно, не смогли бы развить свои теории или свои изобретения.
Поэты создают и поддерживают мораль. Нравы, созданные ими, кодифицируются в законы. Социальная функция или полезность поэтов состоят в том, что они создают и поддерживают нормы и нравы общества. В очерке «Английские писатели-романтики» Дэвид Перкинс написал: «… Шелли был в основном заинтересован в том, чтобы объяснить моральную функцию поэзии. При этом он произвёл одно из самых проникающих общих обсуждений о поэзии».

## Главные темы
Аргумент Шелли в пользу поэзии в его критическом эссе написан в пределах контекста романтизма. В 1858 Уильям Стигэнт, поэт, эссеист, и переводчик, написал в своём эссе «Сэр Филип Сидни», что красиво написанный очерк Шелли «В защиту поэзии» является работой, которая анализирует внутреннюю сущность поэзии и причину её существования. Шелли пишет в своём очерке, что, в то время как этическая наука упорядочивает элементы, которые создала поэзия, и приводит к моральной гражданской жизни, поэзия идёт по пути, который пробуждает и увеличивает свой ум, отдавая ему тысячи комбинаций мыслей.
В очерке «В защиту поэзии» Шелли утверждал, что изобретение языка показывает человеческий импульс, который воспроизводится ритмично и поочерёдно, так, чтобы гармония и единство были везде, где они могли бы быть найдены и включены, инстинктивно, в творческие действия: «Каждый человек в раннем искусстве видит цель, которая приближается более или менее близко к той, от которой происходит самое высокое восхищение…». Эта «способность приближения» позволяет наблюдателю испытать красоту, устанавливая «отношение между самым высоким удовольствием и его причинами». Те, кто обладает этой способностью «являются поэтами», и их задача состоит в том, чтобы сообщить об «удовольствии» их событий сообществу. Шелли не утверждает, что язык поэзии основан на среде поэзии; скорее он признаёт в создании языка приверженность поэтическим предписаниям порядка, гармонии, единства и желания выразить восхищение в красоте. Эстетическому восхищению «истинного и красивого» предоставляют важный социальный аспект, который простирается вне коммуникации и ускоряет самосознание. Поэзия и различные способы искусства, которые она включает, непосредственно связаны с общественной деятельностью жизни.
Для Шелли, «поэты… это не только авторы языков, музыки, танцев, архитектуры, скульптуры, и живописи; они — учредители законов и основатели гражданского общества…». Социальный и лингвистический порядки не единственные продукты рациональной способности, поскольку язык «произвольно воспроизводится воображением» и увековечивает его. Окончательное замечание Шелли, что «поэты — непризнанные законодатели мира», предлагает его осознание «глубокой двусмысленности, врождённой от лингвистических средств, которые он рассматривает сразу как инструмент интеллектуальной свободы и средства для политического и социального покорения».